# II Región Militar
La II Región Militar, también conocida como Capitanía General de Sevilla, es una subdivisión histórica del territorio español desde el punto de vista militar en cuanto a la asignación de recursos humanos y materiales con vistas a la defensa. Su función básica era la defensa del Estrecho de Gibraltar.

## Jurisdicción territorial
Originalmente comprendía las cuatro provincias bajo-andaluzas: Sevilla, Córdoba, Huelva y Cádiz, aunque también llegó a incluir a la provincia de Jaén durante algún tiempo, así como al resto de provincias andaluzas o a la provincia extremeña de Badajoz, en determinados períodos de tiempo a lo largo de su Historia. También llegó a incorporar, durante una parte importante de su existencia, a la Comandancia General de Ceuta, y también, aunque durante menos tiempo, a la Comandancia General de Melilla.
La Región Militar responde ya a un modelo de defensa territorial histórico puesto que desde 2002 las Fuerzas Armadas españolas se organizan en unidades tácticas en función de los cometidos y misiones asignados.

## Historia
La división de España en Capitanías Generales data de 1705, cuando se ajustaron a los antiguos reinos que constituían la Monarquía Hispánica. Se trataban de trece regiones: Andalucía, Aragón, Burgos, Canarias, Castilla la Vieja, Cataluña, Extremadura, Galicia, Costa de Granada, Guipúzcoa, Mallorca, Navarra y Valencia. 
En 1893 se volvió a dividir el territorio peninsular en siete nuevas Regiones Militares, a la vez que se constituyeron las Comandancias Generales de Baleares, Canarias, Ceuta y Melilla. La II Región Militar tiene su origen en la Capitanía General de Andalucía, a la que se agregan las provincias comprendidas en la Capitanía General de la Costa de Granada.
Tras la proclamación de la Segunda República, un decreto gubernamental disolvió las regiones militares y las sustituyó por las Divisiones Orgánicas.
En julio de 1936, desempeñaba la jefatura de la II División Orgánica el general José Fernández de Villa-Abrille.
La antigua división administrativa fue restablecida el 18 de julio de 1938, en el contexto de la guerra civil española y recuperando funciones de la desaparecida II División Orgánica. Además del territorio andaluz controlado por el Bando sublevado, también quedó bajo su jurisdicción (y con carácter provisional) la provincia de Badajoz. En julio de 1939, tras finalizar la contienda, quedan oficialmente restablecidas las regiones militares. A la II Región (oficialmente, todo el territorio correspondiente a Andalucía) se asigna el II Cuerpo de Ejército con tres divisiones: 21.ª (Sevilla), 22.ª (Campo de Gibraltar) y 23.ª (Granada).[cita requerida]
Por el Decreto del 11 de febrero de 1960 el territorio de la provincia de Badajoz quedó definitivamente separado de la I Región Militar y de nuevo bajo jurisdicción de la II Región, mientras que la provincia de Jaén quedaba bajo jurisdicción de la IX Región. El 17 de octubre de 1984 fueron suprimidas la IX Región Militar (formada por las provincias de Almería, Granada, Jaén y Málaga) y también la II Región, para quedar unificadas en una nueva denominada Región Militar Sur.

## Mandos
| Segunda República - 1931: Miguel Cabanellas Ferrer - 1931-1932: Leopoldo Ruíz Trillo - 1932: Manuel González González - 1932-1933: Leopoldo Ruíz Trillo - 1933-1935: Miguel Núñez de Prado y Susbielas - 1935: José Riquelme y López Bago - 1935-1936: José Fernández Villa-Abrille Calivara Guerra Civil - 1936: José Fernández Villa-Abrille Calivara - 1936-1938: Gonzalo Queipo de Llano y Sierra - 1938-1939: Ignacio de las Llanderas Fraga Dictadura franquista - 1939: Ignacio de las Llanderas Fraga - 1939: Gonzalo Queipo de Llano y Sierra - 1939: Andrés Saliquet Zumeia - 1939-1941: Fidel Dávila Arrondo - 1941-1946: Miguel Ponte y Manso de Zúñiga - 1946: José Moscardo Ituarte - 1946-1952: Ricardo Rada Peral - 1952-1957: Eduardo Sáenz de Buruaga y Polanco | - 1957-1962: Antonio Castejón Espinosa - 1962-1965: Alfredo Galera Paniagua - 1965-1967: Manuel Maroto González - 1967-1970: Manuel Chamorro Martínez - 1970-1971: Iñigo de Arteaga y Falguera - 1971-1973: Julio Coloma Gallegos - 1973-1975: Félix Álvarez-Arenas Pacheco - 1975: Pedro Merry Gordon Reinado de Juan Carlos I - 1975-1981: Pedro Merry Gordon - 1981-1983: Manuel Saavedra Palmeiro - 1983-1984: Manuel Esquivias Franco - 1984: Ricardo Rivas Nadal En adelante, Región Militar Sur - 1984-1988: Fernando Gautier Larrainzar - 1988-1990: Ramón Porgueres Hernández - 1990-1993: Juan Pérez Crusells - 1993-1994: José María Millán Morera de la Vall - 1994-1998: Agustín Muñoz-Grandes Galilea - 1998-2000: Juan García Martínez - 2000-2003: Rafael de Valenzuela Teresa (último) |

## Organización
Esta región militar gozaba de gran relevancia en el organigrama militar español, por su situación estratégica y su misión de vigilar el Estrecho de Gibraltar. Por ello, su guarnición era muy destacada. Las dos grandes unidades más importantes de esta región eran la División de Infantería Mecanizada Guzmán El Bueno Nº 2, y la BRIDOT II, a las que había que añadir las tropas de la Comandancia General de Ceuta. En febrero de 1981 las unidades con base en esta región militar eran las siguientes:
División de Infantería Mecanizada Guzmán El Bueno n.º 2
- Cuartel General. Sevilla. 
  - Estado Mayor.
  - Compañía de Policía Militar n.º 2.
- Núcleo de Tropas Divisionario. Sevilla. 
  - Regimiento Mixto de Ingenieros n.º 2.
  - Agrupación Logística n.º 2.
  - Regimiento de Artillería de Campaña n.º 14.
  - Grupo de Artillería Antiaérea Ligero n.º 2.
  - Regimiento de Caballería Ligera Acorazada Sagunto n.º 7.
- Brigada de Infantería Mecanizada XXI. Badajoz. 
  - Cuartel General. Badajoz.
  - Regimiento de Infantería Motorizable Lepanto n.º 2. Córdoba.
  - Regimiento de Infantería Mecanizada Castilla n.º 16. Badajoz.
  - Batallón Mixto de Ingenieros XXI. Badajoz.
  - Grupo de Artillería XXI. Mérida (Badajoz).
  - Agrupación Logística XXI. Mérida (Badajoz).
- Brigada de Infantería Motorizada XXII. Jérez de la Frontera (Cádiz). 
  - Cuartel General. Jérez de la Frontera (Cádiz).
  - Regimiento de Infantería Motorizable Pavía n.º 19. San Roque (Cádiz).
  - Regimiento Mixto de Infantería Soria n.º 9. Sevilla.
  - Batallón Mixto de Ingenieros XXII. Sevilla.
  - Grupos de Artillería XXII. Cádiz.
  - Agrupación Logística XXII. Jérez de la Frontera (Cádiz).

BRARTE (Brigada de Artillería del Estrecho)
- Cuartel General. San Fernando.
- Regimiento de Artillería n.º 4. Cádiz.
- Regimiento de Artillería n.º 5. Algeciras.

Regimiento de Artillería Antiaérea n.º 74. Jerez y San Roque.
BRIDOT II (Brigada de Infantería de Defensa Operativa del Territorio II):
- Cuartel general. Córdoba.
- Regimiento de Infantería Álava n.º 22. Tarifa (Cádiz).
- Regimiento de Infantería Granada n.º 34. Huelva.
- Plana Mayor Reducida (PLMR) del Regimiento de Infantería Argel n.º 27. Sevilla.
- COE n.º 21. Tarifa (Cádiz). Adscrita al Regimiento Álava n.º 22.
- COE n.º 22. Huelva. Adscrita al Regimiento Granada n.º 34.
- Grupo Ligero de Caballería (GLC) II. Córdoba.
- RACA n.º 42. Córdoba.
- Batallón Mixto de Ingenieros II. Córdoba.
- Agrupación Mixta de Encuadramiento N.º 2. Córdoba.

Comandancia General de Ceuta:
- Regimiento Mixto de Ingenieros n.º 7.
- Regimiento Mixto de Artillería n.º 30.
- Grupo de Fuerzas Regulares Indígenas (GFRI) Tetuán N.º 1.
- GFRI Ceuta N.º 3.
- Compañía del Mar de Ceuta.
- Tercio Duque de Alba II de La Legión.
- RCAC Montesa n.º 3.